# عبدالله سیف
سرتیپ عبدالله سیف رئیس شهربانی کل کشور از ۳۰ فروردین ۱۳۲۳ تا ۱۴ فروردین ۱۳۲۴ و از بنیانگذاران زندان قصر بود.
سیف از افسران شهربانی بود که مسئولیت شهربانی را در گیلان و آذربایجان در دوره رضا شاه برعده داشت و در سال ۱۳۰۴ او به همراه عبدالله بهرامی در کنگره بین‌المللی اصلاح مجرمین و محبس‌ها (۱۹۲۵ میلادی در لندن) شرکت کرده و در آنجا پس از آشنایی با نیکلای مارکف وی را به ایران دعوت کرد تا در ایران فعالیت کند.